# Hon-Komagome (métro de Tokyo)
Hon-Komagome (本駒込駅, Hon-Komagome-eki) est une station du métro de Tokyo sur la ligne Namboku dans l'arrondissement de Bunkyō à Tokyo. Elle est gérée par la compagnie Tokyo Metro.

## Situation sur le réseau
La station Hon-Komagome est située au point kilométrique (PK) 13,6 de la ligne Namboku.

## Histoire
La station a été inaugurée le 26 mars 1996.

## Services aux voyageurs

### Accès et accueil
La station est ouverte tous les jours.
En moyenne en 2015, 22 409 voyageurs ont fréquenté quotidiennement la station.

### Desserte
- Ligne Namboku :
  - voie 1 : direction Akabane-Iwabuchi (interconnexion avec la ligne Saitama Railway pour Urawa-Misono)
  - voie 2 : direction Meguro (interconnexion avec la ligne Tōkyū Meguro pour Hiyoshi)

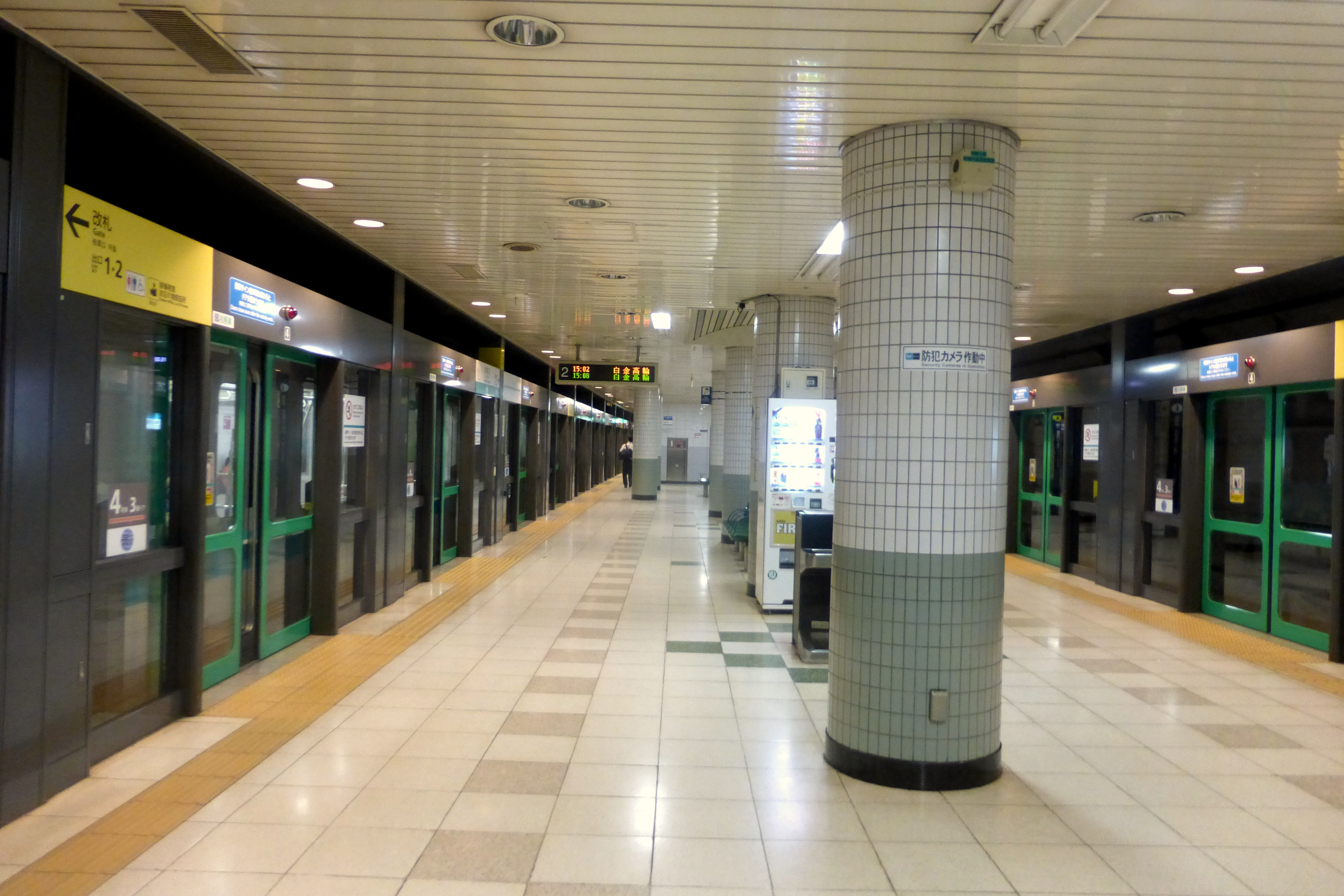
Quai de la ligne Namboku
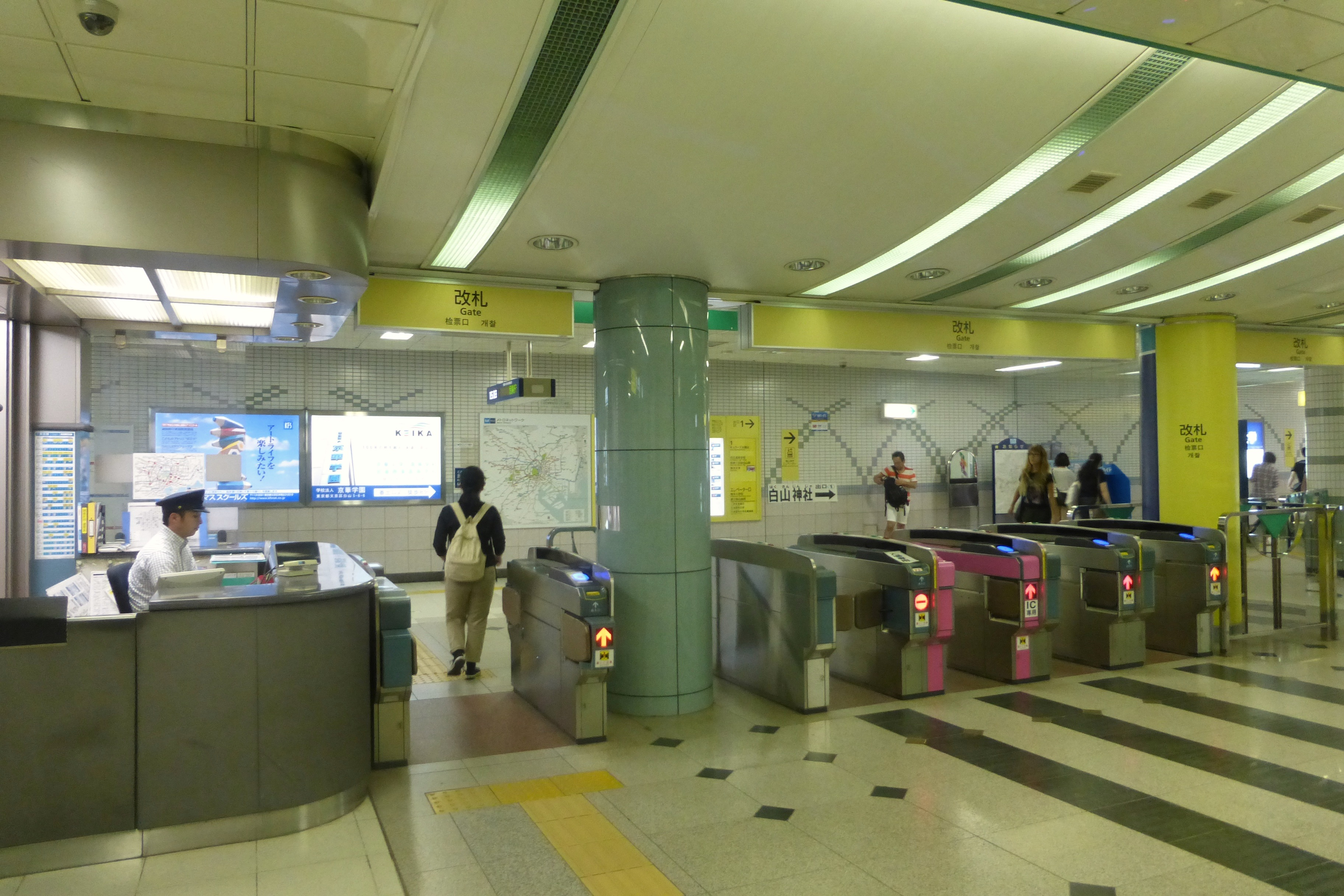
Ligne de contrôle

## À proximité
- Université de Tokyo